# Chicken Inn FC
Chicken Inn Football Club is een Zimbabwaanse voetbalclub uit de stad Bulawayo. Chicken Inn FC komt uit in de Zimbabwe Premier Soccer League, de nationale voetbalcompetitie van Zimbabwe.